# Улица Стойкости
Улица Сто́йкости — улица в Кировском районе Санкт-Петербурга, в округе Ульянка. Проходит от улицы Солдата Корзуна до проспекта Маршала Жукова. Пересекает улицу Генерала Симоняка.

## История
Название присвоено в 1970 году в честь советских воинов, проявивших стойкость и мужество при защите этих мест в годы Великой Отечественной войны.

## Инфраструктура

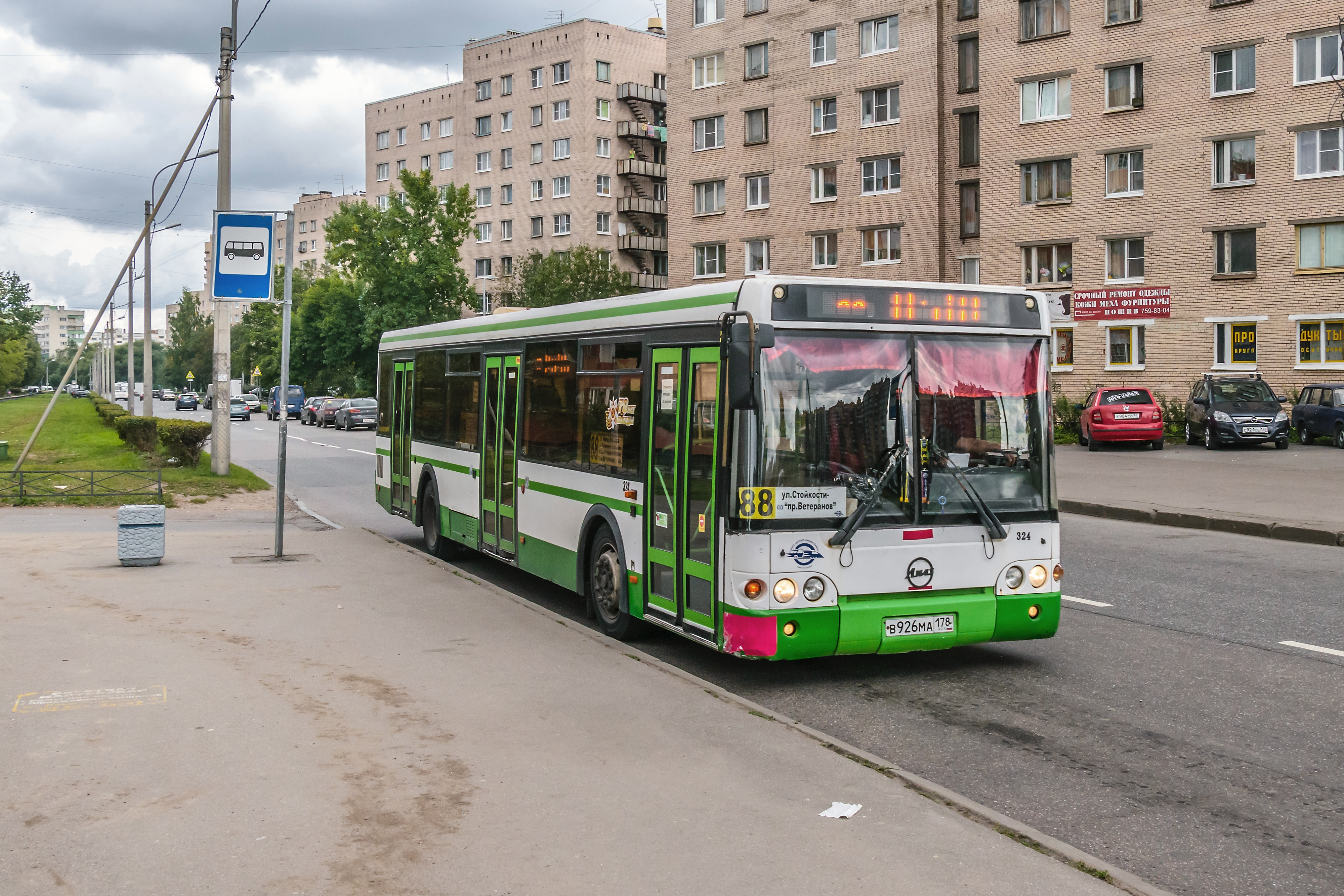
Автобус ЛиАЗ-5292 на улице Стойкости

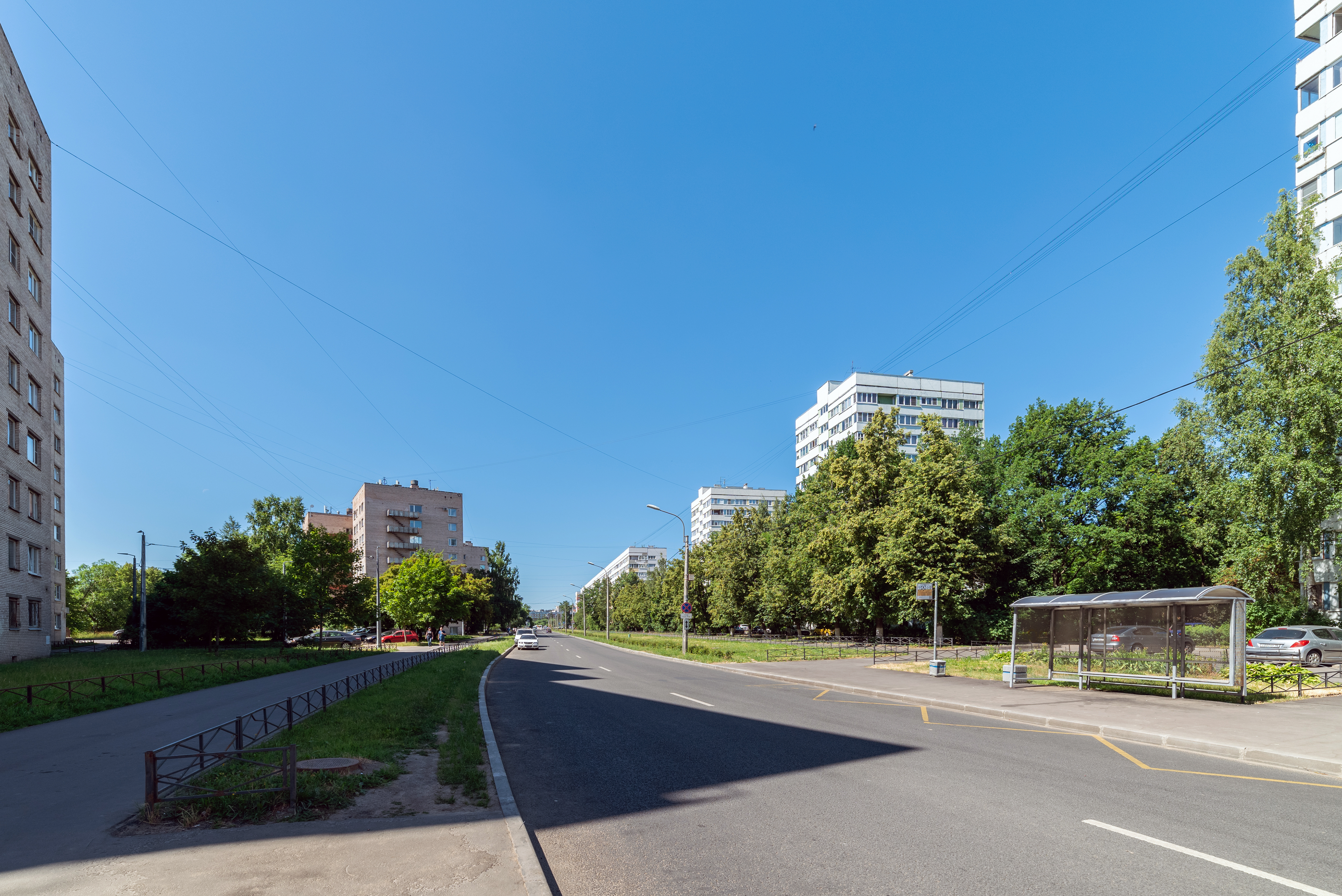

### Транспорт
- Станция «Проспект Ветеранов»
- № 18, 88, 89, 256
- Железнодорожные платформы Ульянка, Лигово

### Учебные заведения
- ГДОУ детский сад № 42: ул. Стойкости, дом 41, корпус 2[1]
- ГДОУ детский сад № 63: ул. Стойкости, дом 26, корпус 2[2]
- ГОУ начальная школа № 223 с углублённым изучением немецкого языка: ул. Стойкости, дом 19 корпус 2
- ГОУ средняя школа № 223 с углублённым изучением немецкого языка: ул. Стойкости, дом 17, корпус 2, лит. А[3]
- ГОУ средняя школа № 283: улица Стойкости, дом 33, лит. А[4]
- ГОУ профессионально-техническое училище № 89: ул. Стойкости, дом 28, корпус 2[5]
- ГБПОУ "Академия реставрации и дизайна": ул. Стойкости, дом 30, корпус 2[6][7]
- ГОУ Колледж парикмахерского искусства и декоративной косметики «Локон»: улица Стойкости, дом 36, корпус 2, лит. А[8]

### Учреждения здравоохранения
- Кожно-венерологический диспансер № 7 Кировского района: улица Стойкости, дом 23. Телефон: (812)750 1564[9]

### Торгово-бытовые центры
Торговый центр «Ладога», ул. Стойкости, дом 8:
- продовольственный магазин
- аптека
- участковый пункт милиции[10]
- Магазин «Нетто»
- подростково-молодёжный Клуб «Нарвская Застава»[11]
- парикмахерский салон «Валуа»[12]
- Ателье по ремонту и пошиву одежды, штор и домашнего текстиля[13]

## Жилая застройка
Жилые дома на улице Стойкости представлены, в основном, типовыми сериями панельных домов 1-ЛГ-600 «Корабль» и 1ЛГ-600-I «Точка»; типовой серией кирпичных домов 1-528КП-41. В доме № 19 во время работы в Ленинграде жил известный писатель-сатирик Михаил Жванецкий.